# Lilit
Segons el judaisme de l'edat mitjana, Lilit (en hebreu לילית Lilit) fou la primera esposa d'Adam, anterior a Eva. Déu va crear Lilit i Adam de manera igual. A l'Edèn van tenir una disputa quan, a l'hora de mantenir relacions sexuals, Lilit va oposar-se a estar sota d'Adam, ja que trobava que aquesta postura representa estar-li sotmesa. Així doncs, Lilit s'hi va rebel·lar, va abandonar Adam i se'n va anar del Paradís per no veure's sotmesa als desitjos de ningú. Va ser aleshores que Déu creà Eva perquè ocupés el lloc de Lilit. I la creà a partir d'una costella d'Adam.
Sovint se la representa com una dona molt bonica, amb els cabells llargs i rinxolats, i de vegades alada. En alguns relats mitològics se l'assimila a un dimoni que raptava els nens dels bressols durant la nit i que mantenia relacions sexuals amb els homes mentre aquests dormien, com un súcube. Sembla que la Lilit jueva seria una apropiació del judaisme de Lilitu, un dimoni nocturn mesopotàmic amb tendència a assassinar nens. També es considera que existeix una connexió entre Lilit i Inanna, la deessa sumèria de la guerra i el plaer sexual.
Existeix també un mite grec sobre una dona anomenada Làmia, una reina líbia amistançada amb Zeus; després que Zeus l'abandonés, Hera li va furtar els fills, i ella se'n venjà furtant els fills d'altres dones.

## Lilit bíblica i jueva
L'única vegada que s'anomena expressament en l'Antic Testament aquesta criatura apareix en Isaïes 34:14:
ופגשו ציים את־איים ושעיר על־רעהו יקרא אך־שם הרגיעה לילית ומצאה לה מנוח׃
, que és traduïda en la versió de la Bíblia de Jerusalem com: «Els gats salvatges s'ajuntaran amb hienes i un sàtir cridarà l'altre; també allà [al país d'Edom] reposarà Lilit i en ell trobarà el descans». Altres versions tradueixen el terme com criatura nocturna o òliba.

## Lilit en la mitologia mesopotàmica
El seu nom original en accadi és Lilitu, que prové de la paraula lil, que significa 'vent', 'aire' o 'esperit'. En la mitologia accàdia pertany a la mateixa mena de dimonis que Lilu, Ardat Lili i Idlu Lili. És la figura central del relleu conegut com La Reina de la Nit.
La traducció a l'hebreu com לילית (Lilit) possiblement va originar una confusió de termes, ja que ליל en hebreu significa 'nit' en comptes d'"aire". Només se n'han trobat breus referències en el Llibre d'Isaïes i en la tradició talmúdica, que són les que han arribat fins als nostres temps.